# أيام التحدي (مسلسل)
أيام التحدي مسلسل تلفزيوني درامي عراقي، من إنتاج عام 2000 عرض اثناء فترة الحصار الإقتصادي على العراق في زمن الرئيس صدام حسين

## قصة العمل
يروي قصة حرب الخليج الأولى (1980) استنادا إلى ملفات المخابرات العراقية، والعراقيين الذين عايشوا هذه المرحلة والذين ولدوا خلال الحرب ولم يعوا احداثها بدقة. 
ويتألف هذا المسلسل الذي كتبه باسم التميمي واخرجه للتلفزيون فارس طعمة التميمي، من سبعة اجزاء في 140 حلقة. وقد عرض على التلفزيون العراقي 
قد ساهم 215 شخصا بين فنانين وتقنيين وتم تصويره في 40 موقع في العراق

### الجزء الأول
يروي الجزء الأول من المسلسل الذي يحمل عنوان «مؤامرة الربيع» ويروي احداثا وقعت بين عامي 1983 و1984. يقع في 26 حلقة فصولا عن تجنيد أحد الطيارين العراقيين من قبل اجهزة استخبارات اجنبية وجهاز الاستخبارات الإسرائيلي (الموساد)

### الجزء الثاني
الجزء الثاني ويحمل عنوان «المملحة» ويتحدث عن احتلال مدينة الفاو العراقية، في الذكرى انتهاء الحرب العراقية الإيرانية في 1988 و«المملحة» هي الموقع الذي دارت فيه في 17 نيسان،1988 معركة تحرير الفاو التي تقع على بعد مئة كيلومتر جنوب البصرة في منطقة كان يستخرج منها الملح في الماضي.

## الممثلون
- شذى سالم
- بهجت الجبوري
- ابتسام فريد
- جواد الشكرجي
- هند طالب
- رياض شهيد
- صادق علي شاهين
- فائز طه سالم
- حسين على هارف
- طالب الفراتي
- ريكاردوس يوسف
- عبد الستار البصري(صلاح)
- سلمى سالم (سمر)
- ناهي مهدي
- طلال هادي
- إياد الطائي
- نجلاء فهمي
- أسماء صفاء
- فوزية حسن
- سوسن شكري
- علي جابر